# Роган, Джон
Джон Уильям «Бад» Роган (англ. John William Rogan, ок. 1865—1868 — 12 сентября 1905) — американский гражданин, один из 17 известных в истории медицины людей, достигших роста 244 см или более, а также второй по росту человек за всю историю наблюдений, после Роберта Уодлоу, чей рост был достоверно измерен и подтверждён авторитетными учёными.

## Биография
Джон родился в округе Самнер, штат Теннесси, между 1865 и 1868 годами, был четвёртым из двенадцати детей в семье бывшего раба, афроамериканца Уильяма Рогана. Его мать, возможно, не была женой Уильяма Рогана; имя его матери неизвестно. Роган начал очень быстро расти в возрасте 13 лет, что привело к анкилозу. Будучи в состоянии передвигаться только на костылях к 1882 году, он не мог стоять или ходить без костылей. К 1899 году он вырос до 2,59 м и часто давал интервью газетам, называвшим его «негритянским гигантом». Он перемещался в запряжённой козами повозке, которую сделал для себя сам, и всегда находился в центре внимания, будучи известен своим крайне низким голосом и игривым поведением. Хотя он не мог работать, он зарабатывал себе на жизнь путём продажи своих портретов и открыток со своим изображением на вокзалах. Он категорически отказывался от всех предложений участвовать в карнавалах и сайдшоу.
Незадолго до начала у него анкилоза рост Рогана достиг 2,59 м, а вес при этом — всего порядка 120 кг. Болезнь затрудняла его способности к перемещению и в итоге лишила его возможности ходить, что и привело к необходимости использовать козью повозку.
Его кисти рук имели длину 28 см, ступни — 33 см. Он продолжал расти до самого момента смерти; его точный рост не был замерен до его смерти. Когда он был измерен, то составлял 2,67 м, но вес Рогана при этом составлял всего 79 кг. Он был самым высоким человеком африканского происхождения, а также вторым по росту человеком из когда-либо описанных, уступая лишь Роберту Уодлоу.
Роган умер в 1905 году от осложнений, вызванных его заболеванием. Его тело было погребено в семейном склепе под монолитной бетонной плитой, чтобы никто не мог эксгумировать и изучать его тело.